# Sphenomorphus buettikoferi
Sphenomorphus buettikoferi — вид сцинкоподібних ящірок родини сцинкових (Scincidae). Ендемік Калімантану. Вид названий на честь швейцарського зоолога Йоганна Бюттікофера.

## Поширення і екологія
Sphenomorphus buettikoferi відомі з двох місцевостей, одна з яких розташована в малайзійському штаті Саравак, а друга — в індонезійській провінції Західний Калімантан. Вони живуть у вологих рівниних тропічних лісах.